# Late oudheid

Een van de bekendste gebouwen uit de late oudheid: de Hagia Sophia in het huidige Istanboel (begin bouw 325, nieuwbouw onder Justinianus I). De minaretten werden pas na de verovering van Constantinopel door de Turken in 1453 toegevoegd.

Late oudheid is in de geschiedschrijving een moderne benaming voor de periode, die in het Middellandse Zeegebied de overgang vormde van de klassieke oudheid naar de vroege middeleeuwen. Meestal, maar hierover wordt nog altijd gediscussieerd tussen historici, wordt de tijdsperiode tussen ongeveer 300 en 600 als 'late oudheid' betiteld.

## Inleiding
Het begrip 'late oudheid' wordt sedert Max Weber in het historisch onderzoek toegepast; het is echter de cultuurhistoricus Jacob Burckhardt die de term „spätantike Zeit“ in 1853 in gebruik bracht, een term die  werd overgenomen door de kunsthistoricus Alois Riegl. Meestal wordt het begin van de regering van de Romeinse keizer Diocletianus (284 n.Chr.), die een grootschalige herindeling en herstructurering van het Romeinse rijk doorvoerde, als aanvang van de late oudheid gezien. Diocletianus verdeelde het rijk, ter vereenvoudiging van het bestuur, in een westelijk en een oostelijk deel. Later groeide deze, aanvankelijk louter administratieve, deling van het Romeinse rijk uit tot een feitelijke verdeling in wat later het West-Romeinse rijk en het Oost-Romeinse (Byzantijnse) rijk zouden worden. Dit wordt algemeen als een zeer duidelijke trendbreuk met vroegere tijden gezien. De eindgrens van de periode is echter onderwerp van een wetenschappelijke discussie. In grote lijnen kan men stellen, dat de late oudheid in het westen van het Romeinse rijk minstens tot de afzetting in 476 van de laatste West-Romeinse keizer Romulus Augustulus duurt, of wat later, tot aan de inval van de Longobarden in Italië in 568. In het oosten duurt de periode voort tot ofwel de dood van de Oost-Romeinse keizer Justinianus I in 565 n.Chr. of tot aan de Arabische expansie tijdens de Heracliden
De late oudheid vormt het laatste tijdvak van de oudheid, dat zeker niet meer tot de „klassieke“ oudheid behoort, maar ook nog niet tot de middeleeuwen kan worden gerekend. Ze wordt gekenmerkt door een naast elkaar bestaan van antieke en christelijk-Germaanse tradities in een periode van langzame verandering. Men noemt tegenwoordig de periode van ongeveer 300 tot 600 een transformatie van de antieke erfenis, niet meer een neergang, zoals vroeger. Een belangrijke transformatie uit deze periode was de triomf van het christendom en het daarmee verbonden langzame verdwijnen van voorchristelijke culten en tradities. Ook in de kunst en literatuur ontstond door de aflossing van de klassieke Grieks-Romeinse door christelijke vormen en thema's een eigen, karakteristieke stijl, die ook oosterse invloeden vertoonde.
De late oudheid stond daarnaast in het teken van een hervorming van het leger en bestuur door Diocletianus en Constantijn de Grote, de versterking van de sacrale status van de keizer, de Volksverhuizing en, als gevolg daarvan, uiteindelijk de transformatie van het westelijke deel van het Romeinse Rijk in een Germaans-Romaanse wereld, die haar stempel zou drukken op de westerse middeleeuwen.

## Periodisering

### Algemeen
De afbakening van de late oudheid in tijd is – zoals meestal het geval is bij indelingen in periodes – onderwerp van discussie onder historici, en tot op zekere hoogte willekeurig gekozen. De eeuwen tussen Diocletianus en Mohammed vormen een overgangsperiode, waarbij het moeilijk is precieze afbakeningspunten aan te duiden. Niet alle richtingen in het geschiedkundig onderzoek hechten evenveel belang aan de politiek-, kunst-, cultuur- en godsdiensthistorische factoren van de geleidelijke verandering. Daarnaast zijn er aanzienlijke regionale verschillen, in het oostelijke Middellandse Zeegebied hielden de antieke structuren langer stand dan aan de Rijn of in Brittannië. Als begin wordt meestal het jaar 284 n.Chr. (troonsbestijging van Diocletianus) aangegeven, maar ook de periode van Constantijn, met haar religieuze heroriëntering, kan als grens dienen. Het tijdstip voor het einde van de late oudheid wordt zeer uiteenlopend geïnterpreteerd, met naargelang opvatting en onderzoeksinteresse, verschillende benaderingen.

### De vraag naar het „einde van de oudheid“
De oudere geschiedschrijving stelde het einde van de oudheid gelijk aan het einde van het West-Romeinse rijk in 476 n.Chr., bijvoorbeeld  Otto Seeck; vergelijk echter Ernst Kornemann en Adolf Lippold. Deze voorstelling komt in de bronnen, bijvoorbeeld bij Ammianus Marcellinus' Comes pas 40 jaar later voor. Tegenwoordig wordt de vraag gesteld of de mensen in die tijd zelf dat jaar als een keerpunt zagen: er was weliswaar geen West-Romeinse keizer meer in Ravenna, maar dit betekende dat de wettelijke heerschappij over het westelijke Romeinse rijk op de Oost-Romeinse keizer overging. Justinianus I heeft deze aanspraken tijdelijk weten te verwezenlijken. In recenter onderzoek wordt daarom aan het jaar 476 minder gewicht toegekend.

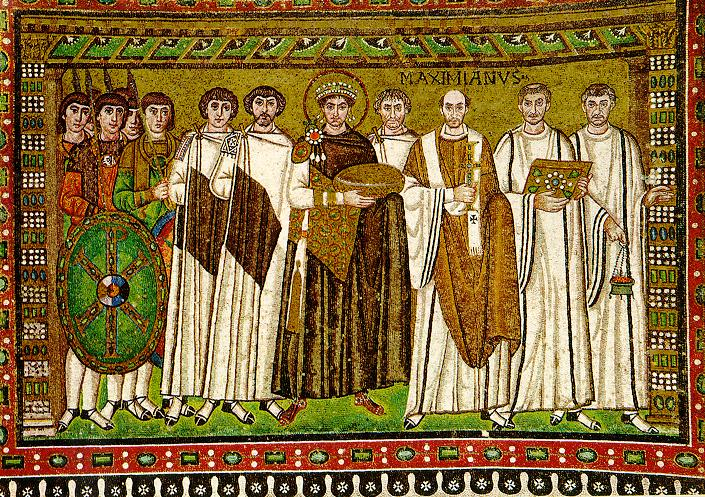
Justinianus I, Mozaïekafbeelding uit San Vitale in Ravenna. De keizer geldt als een van de belangrijkste heersers van de late oudheid.

Soms wordt de rijksdeling na de dood van de Romeinse keizer Theodosius I in het jaar 395, meestal echter het einde van de regering van Justinianus I, in het jaar 565, als beslissend moment gekozen. Justinianus stond nog duidelijk in de traditie van de antieke keizers, wat onder andere blijkt uit zijn universele heersersopvattingen. Zijn politiek was gericht op het herstel van de oorspronkelijke grenzen van het Romeinse Rijk (Restauratio Imperii), wat deels nog kortstondig lukte. De laatste grote volksverhuizing, de inval van de Longobarden in Italië, vond plaats in 568, slechts drie jaar na de dood van Justinianus, zodat de jaren na 560 voor het Middellandse Zeegebied een belangrijke fase zijn. Daarmee vormen de jaren van 284 tot 565 de meest gangbare begrenzing van het tijdperk.
Veel historici laten het einde van deze periode later beginnen; namelijk met de invallen van de Arabieren in het Middellandse Zeegebied (Pirenne-these). Dat de contacten tussen Constantinopel en het Westen nog aan het begin van de zevende eeuw hecht waren, wordt nu niet meer bestreden. Het laatste antieke monument op het Forum Romanum is de zuil van de Oost-Romeinse keizer Phocas (602–610). Pirenne's aanname, dat pas islamitische zeerovers de antieke „eenheid van het Middellandse Zeegebied“ zouden hebben beëindigd, wordt nu als weerlegd beschouwd. Dan nog vormt de Arabische expansie voor het Oost-Romeinse rijk een ingrijpende verandering, omdat het Imperium nu in wezen tot Klein-Azië en de Balkan beperkt was en zich, onder de druk van buitenaf, innerlijk ontdeed van veel antieke tradities. De laat-Romeinse fase van het Oost-Romeinse rijk eindigde daarmee pas onder keizer Herakleios (610–641). Daarom beschouwen onderzoekers, zoals Stephen Mitchell, 284 en 641 als de afsluiting van de late oudheid.
De Anglo-Amerikaanse geschiedschrijving laat het einde van de oudheid op zijn vroegst beginnen met het einde van de heerschappij van Justinianus. Voorstanders hiervan zijn onder andere Averil Cameron en John B. Bury. Wat eigenzinnig kiest Arnold Hugh Martin Jones voor 602, de dood van keizer Mauricius de voorganger van Phocas. De laatste uitgave in de nieuwe Cambridge Ancient History behandelt de jaren 425 tot 600; de Prosopography of the Later Roman Empire de periode van (ongeveer) 260 tot 641.
Ook de Duitstalige geschiedschrijving houdt niet langer vast aan het kunstmatige jaar 476 (zie Alexander Demandt, Heinz Bellen, Jochen Martin of Hartwin Brandt), en geeft de voorkeur aan het jaar 565, of later.
Een verruiming van dit tijdvak tot 632/641 lijkt zinvol en vindt navolging, omdat voor Constantinopel de inval van de Arabieren (zie ook Islamitische expansie) een beslissend moment markeerde. De Arabische troepen veroverden daarbij niet alleen de Romeinse Oriënt, maar vernietigden ook het Nieuw-Perzische rijk der Sassaniden. Het Sassanidenrijk was gedurende de hele oudheid als tweede grootmacht, na Rome, een belangrijke machtsfactor geweest en wordt door veel klassieke historici (zoals Josef Wiesehöfer, Erich Kettenhofen, Zeev Rubin en Michael Whitby) in het onderzoek naar deze periode betrokken (vgl. ook Romeins-Perzische oorlogen).
Ook in het Westen moet de tijd van Theoderik de Grote eerder tot de klassieke oudheid dan tot de middeleeuwen rekenen, zodat het bijna onmogelijk is om een precieze datum vast te stellen. Tot de inval van de Longobarden is de klassieke cultuur in Italië merkbaar aanwezig; de West-Romeinse Senaat verdwijnt pas tegen het einde van de zesde eeuw uit de bronnen. Op gelijksoortige wijze knoopten ook de vroege Merovingen banden aan met het klassieke erfgoed. Reeds Clovis I (482–511) hechtte waarde aan de Romeinse eretitel. Daarom moet worden gesproken van een overgangsperiode die, wat tijdsduur betreft, per regio verschilde. Men moet echter niet in de verleiding komen de middeleeuwen te laat te laten beginnen. In Gallië was de overgang van de Franken tot het christendom onder Clovis en zijn opvolgers, in Italië de inval van de Longobarden waarmee de middeleeuwen in deze regio's begint. Het probleem kan ook worden omgekeerd; vele mediëvisten die zich met de vroege middeleeuwen bezighouden – zoals Friedrich Prinz, Hans-Werner Goetz, Walter A. Goffart, Patrick Geary, Herwig Wolfraan, Ian N. Wood en anderen – grijpen op de late oudheid terug om de veranderingen in de vroege middeleeuwen te kunnen verklaren.
De problematiek ligt in het feit dat de late oudheid een periode van ver- en afbouw was. Enerzijds was er nog sprake van een continuering van de klassieke oudheid, anderzijds tekende zich reeds de wereld van de middeleeuwen af. Deze was vooral met de late oudheid verbonden door de innige band van de samenleving met de christelijke kerk. Als belangrijk onderscheid ten opzichte van de latere periode, kan worden vastgesteld dat in de late oudheid de klassieke tradities nog voorhanden zijn. Nog in de zesde eeuw bloeide de op de klassieke voorbeelden georiënteerde literatuur (Boëthius, Cassiodorus, Corippus, Procopius van Caesarea, Agathias Scholastikos). De middeleeuwse wereld met haar geringe arbeidsdeling beschikte toen al niet meer over de mogelijkheden om de klassieke opleiding helemaal te bewaren. De antieke literatuur ging in het Westen na 600 grotendeels verloren.

### Het bestaan van Byzantium in een „intacte late oudheid“
Het Oost-Romeinse, of Byzantijnse Rijk leefde voort in een relatief intacte „late oudheid“ tot aan de Val van Constantinopel in 1453, omdat het in het Oosten niet tot een gelijksoortige radicale breuk van de antieke traditie was gekomen als in het Westen. De byzantinistiek houdt zich bezig met het hetzelfde tijdvak; wat voor het West-Romeinse rijk als late oudheid geldt, geldt in het Oost-Romeinse Rijk als Vroeg-Byzantijns. Voor het oosten van het imperium zijn beide begrippen daarmee praktisch hetzelfde.
In ieder geval zijn ook in het Oost-Romeinse rijk de verschillen tussen de vierde en de zesde eeuw, en de daarop volgende Midden- en Laat-Byzantijnse periode, aanzienlijk. In het Oost-Romeinse rijk is, naast de Arabische expansie, ook de definitieve afschaffing van het Latijn als ambtstaal, ten gunste van het Grieks, onder keizer Herakleios (610-641) als duidelijk keerpunt te beschouwen.
De aanvallen van de Arabieren leidden in het Oost-Romeinse rijk tot de ondergang van de senatoriale aristocratie van de late oudheid en tot een aanzienlijke teruggang van de klassieke opleiding. Daarnaast leidden de ernstige militaire en economische crisis binnen het rijk, na 636, ook tot het definitieve einde van de klassieke steden (poleis), die sinds de Archaïsche periode het Middellandse Zeegebied hadden beïnvloed. De ontwikkeling van de Byzantijnse rechtsorde maakt ten slotte duidelijk dat ook in de administratieve sector een duidelijke breuk te herkennen is met de laat-antieke traditie.

### Dynastie van Constantijn

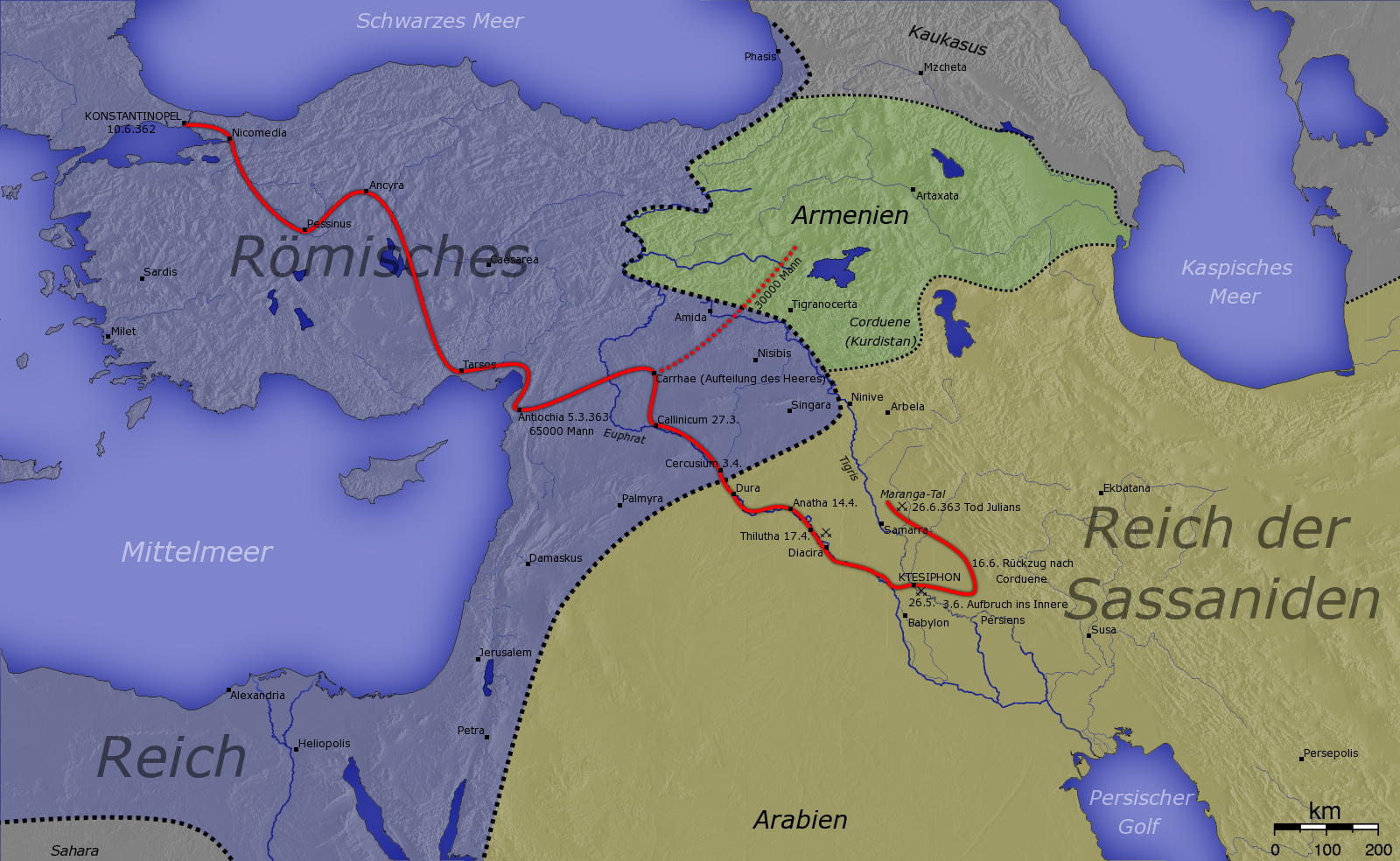
De Sassanidenveldtocht van Julianus.

### Van Valentinianus I tot aan de dood van Theodosius de Grote

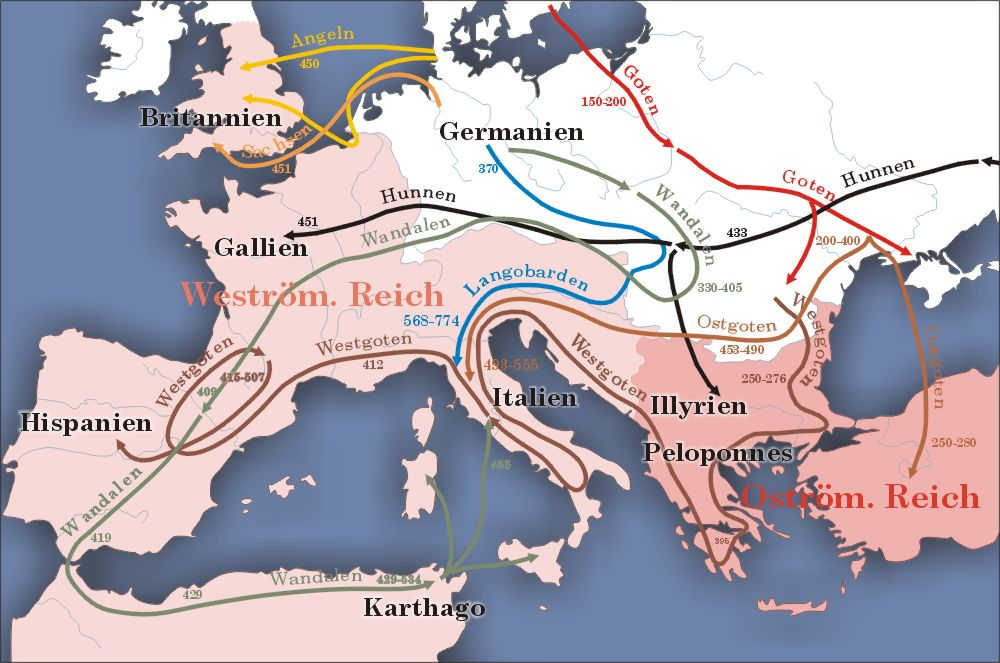
Europa en de Grote Volksverhuizing

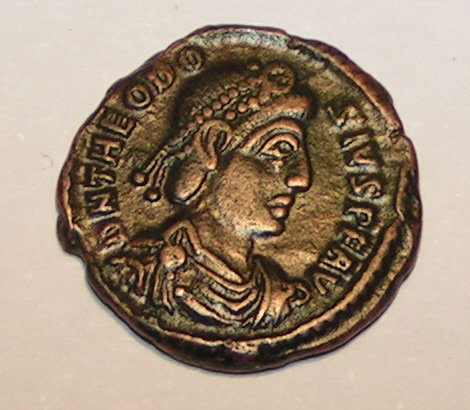
Afbeelding van Theodosius I op een Romeinse munt.

### Van de rijksdeling in 395 tot de verovering van Rome in 410

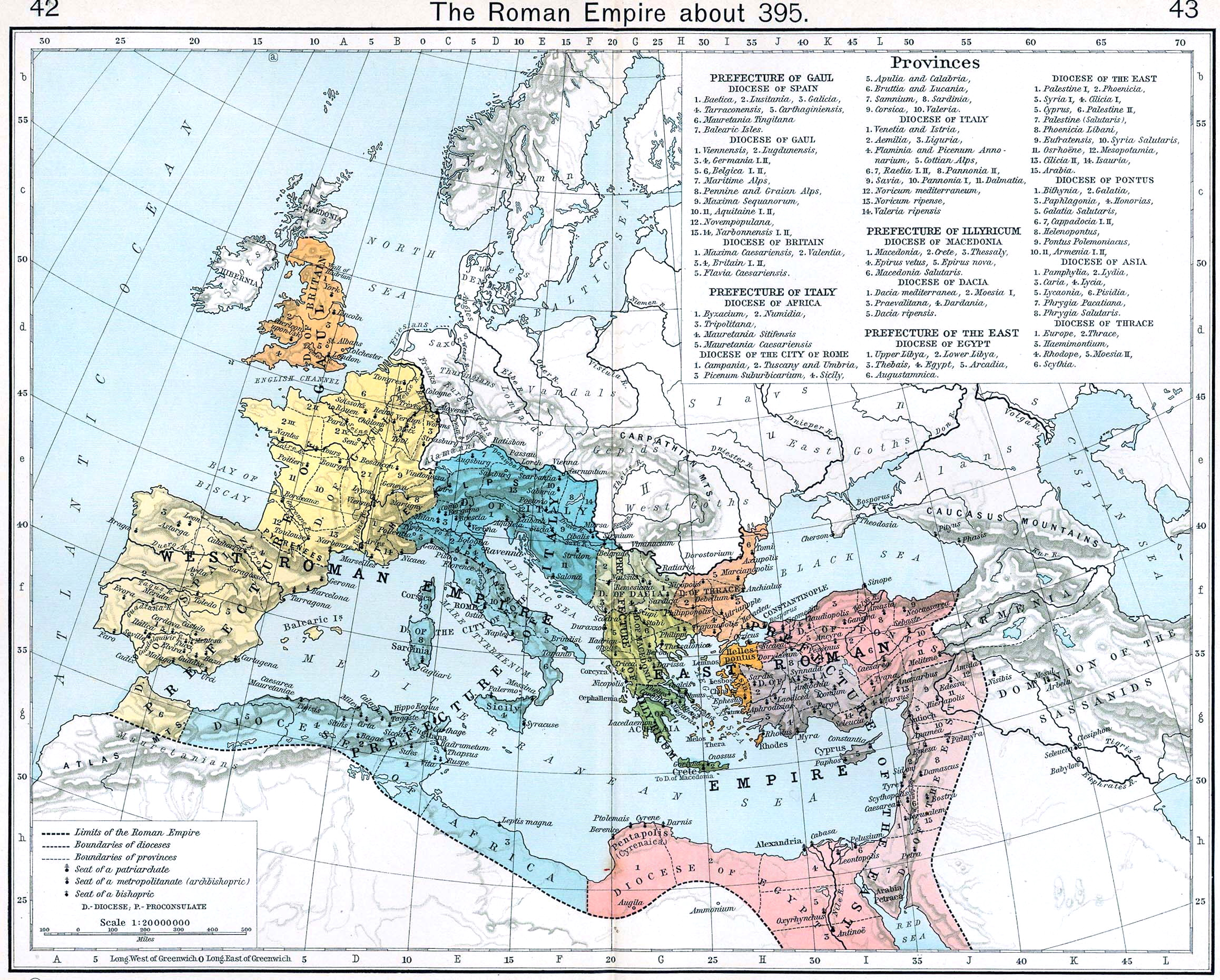
Het Romeinse Rijk bij de dood van Theodosius I in 395 n.Chr.

### Vandalen en Hunnen

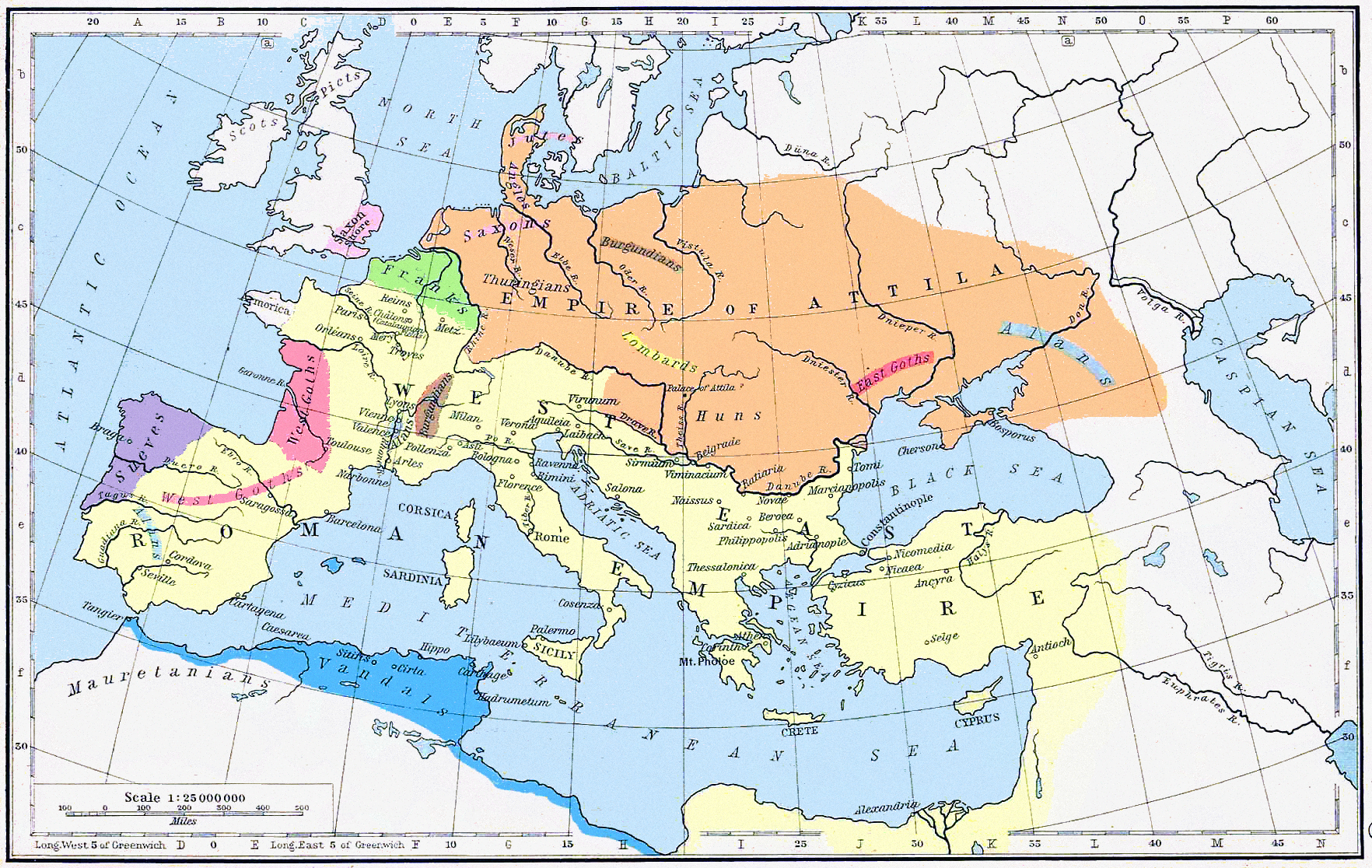
Het Middellandse Zeegebied omstreeks 450 n.Chr. Merk de gebieden van de Germaanse stammen binnen het Imperium Romanum op.